# Classe Marconi
La classe Marconi est une classe de six sous-marins construits pour la Marine royale italienne (en italien, Regia Marina). Lancés entre 1939 et 1940, la quasi-totalité des bâtiments (excepté le Luigi Torelli) furent perdus dans l'Atlantique au cours de la Seconde Guerre mondiale.

## Caractéristiques
Les sous-marins de la classe Marconi déplaçaient 1 195 tonnes en surface et 1 490 tonnes en immersion. Les sous-marins mesuraient 76,5 mètres de long, 6,81 mètres de large et 4,72 mètres de tirant d'eau. Ils avaient une profondeur de plongée opérationnelle de 90 mètres (275 pieds). Leur équipage comptait 57 officiers et hommes.
Pour la navigation de surface, les sous-marins étaient propulsés par deux moteurs diesel CRDA de 1 800 chevaux-vapeur (1 325 kW), chacun entraînant un arbre d'hélice. En immersion, chaque hélice était entraînée par un moteur électrique Marelli de 750 chevaux-vapeur (550 kW). Ils pouvaient atteindre 17,8 nœuds (33 km/h) en surface et 8,2 nœuds (15,2 km/h) sous l'eau. En surface, la classe Marconi avait une autonomie de 10 500 milles nautiques (19 500 km) à 8 nœuds (14,8 km/h), en immersion, elle avait une autonomie de 110 milles nautiques (203 km) à 3 nœuds (5,6 km/h) .
Les sous-marins étaient armés de 8 tubes lance-torpilles internes de 533 millimètres (4 à l'avant et 4 à l'arrière) pour lesquels ils transportaient 16 torpilles. Ils étaient également armés de 1 canon de pont de 100 mm calibre 47 Modèle 1938 pour le combat en surface. Leur armement anti-aérien consistait en 2 mitrailleuses doubles Breda Model 1931 de 13,2 mm.

## Navires de la classe
Il s’agit de six unités conçues dans la lignée des Marcello, avec plus de longueur et moins de largeur, avec un moteur plus puissant. Afin d’optimiser la stabilité, on leur supprima un canon et on réduisit la hauteur et la longueur de leur kiosque.
Quatre furent coulés ou perdus au combat en 1941, le Leonardo da Vinci en 1943, et le Torelli fut converti en transport à destination du Japon, capturé à Singapour en 1943, brièvement utilisé par les Allemands sous le nom d’UIT 28 et en avril 1945, peu avant la capitulation, transférés aux Japonais, devenant l’I-504. Il fut endommagé et se rendit dans le port de Kobe en septembre 1945. Il fut dynamité plus tard par les Américains en 1946.
| Regia Marina - Classe Marconi | Regia Marina - Classe Marconi | Regia Marina - Classe Marconi | Regia Marina - Classe Marconi | Regia Marina - Classe Marconi | Regia Marina - Classe Marconi |
| Sous-marin                    | Chantier                      | Lancement                     | Entrée en service             | Destination finale |                               |
| ----------------------------- | ----------------------------- | ----------------------------- | ----------------------------- | --- | ----------------------------- |
| Guglielmo Marconi             | CRDA - Monfalcone             | 27 juillet 1939               | 2 février 1940                | Porté disparu le 28 octobre 1941 (causes inconnues ou coulé par erreur par l'U-67)                                                                                   |                               |
| Leonardo da Vinci             | CRDA - Monfalcone             | 16 septembre 1939             | 5 mars 1940                   | Coulé le 23 mai 1943 par les HMS Active et HMS Ness |                               |
| Michele Bianchi               | OTO - La Spezia               | 3 décembre 1939               | 15 avril 1940                 | Coulé le 5 juillet 1941 par le sous-marin HMS Tigris |                               |
| Luigi Torelli                 | OTO - La Spezia               | 6 janvier 1940                | 15 mai 1940                   | Capturé à Singapour le 10 septembre 1943 par le Japon - Donné à la Kriegsmarine et devient UIT 25 - Donné au Japon et devient I-504 - Coulé par l'US Task Force 96.5 |                               |
| Alessandro Malaspina          | OTO - La Spezia               | 18 février 1940               | 20 juin 1940                  | Coulé en septembre 1941 par le HMS Vancouver |                               |
| Maggiore Francesco Baracca    | OTO - La Spezia               | 6 janvier 1940                | 15 mai 1940                   | Coulé le 8 septembre 1941 par le HMS Croome |                               |

### Guglielmo Marconi
Le Guglielmo Marconi (numéro de fanion MN) a été lancé le 27 juillet 1939 et achevé le 2 février 1940. Lors de sa première patrouille en temps de guerre en Méditerranée, le Marconi a torpillé le destroyer HMS Escort de la Royal Navy le 8 juillet 1940. Le Marconi a navigué le 6 septembre 1940 et a passé le détroit de Gibraltar le 11 septembre pour une patrouille atlantique à Bordeaux le 29 septembre. En route, le Marconi coule le bateau de pêche espagnol neutre Almirante Jose de Carranza. Le Marconi a coulé un navire lors de sa première patrouille BETASOM depuis Bordeaux. Après une patrouille infructueuse, le Marconi a coulé trois navires lors de sa troisième patrouille BETASOM et a endommagé un cargo yougoslave lors de la patrouille suivante qui a été coulée par le U-126. Le Marconi a été perdu pour des raisons inconnues peu après le 28 octobre 1941 lors de sa cinquième patrouille BETASOM.

### Leonardo da Vinci
Le Leonardo da Vinci (numéro de fanion LV) a été lancé le 16 septembre 1939. Le da Vinci a navigué le 22 septembre 1940 et a passé le détroit de Gibraltar le 27 septembre pour une patrouille atlantique à Bordeaux le 31 octobre. Après des patrouilles infructueuses du 21 décembre au 20 janvier 1941 et du 4 avril au 4 mai, le da Vinci coula un navire lors de sa troisième patrouille BETASOM. Après une autre patrouille infructueuse du 15 août au 24 septembre, le da Vinci coule deux navires lors de l'opération Neuland et quatre navires lors de la patrouille suivante. Après avoir été modifié pour transporter un sous-marin de poche, le da Vinci a navigué sans le sous-marin de poche et a coulé quatre navires. Naviguant à nouveau sans le sous-marin de poche, le da Vinci a coulé six navires lors de sa dernière patrouille. Alors qu'il tentait de rentrer à Bordeaux, le da Vinci fut coulé le 23 mai 1943 par les escortes du convoi KMF 15. Il n'y a pas de survivants. Le Leonardo da Vinci est devenu le sous-marin non allemand le plus performant de toute la guerre,,.

### Michele Bianchi
Le Michele Bianchi (numéro de fanion BH) a été lancé le 3 décembre 1939. Sa première patrouille de guerre a eu lieu en mer Méditerranée du 15 août au 3 septembre 1940. Le Bianchi a pris la mer le 27 octobre 1940 et a atteint le détroit de Gibraltar le 3 novembre. La tentative de transit vers l'Atlantique a été détectée par les forces de la Royal Navy; et le Bianchi s'est réfugié dans le port neutre de Tanger. Le Bianchi quitte Tanger le 12 novembre et atteint Bordeaux le 18 décembre 1940. Le Bianchi coula trois navires lors de sa première patrouille BETASOM depuis Bordeaux; mais la patrouille suivante, du 30 avril au 30 mai 1941, fut infructueuse. Après avoir quitté Bordeaux le 4 juillet 1941, le Bianchi fut coulé avec tout son équipage par le HMS Tigris le 5 juillet.

### Luigi Torelli
Le Luigi Torelli (numéro de fanion TI) a été lancé le 6 janvier 1940. Après une courte patrouille de guerre en Méditerranée, le Torelli a navigué le 31 août 1940 et a passé le détroit de Gibraltar le 8 septembre pour une patrouille atlantique à Bordeaux le 5 octobre. Le Torelli a coulé quatre navires lors de sa première patrouille BETASOM ; et, après une deuxième patrouille infructueuse, a coulé un navire lors d'une troisième patrouille. Après une autre patrouille infructueuse, Le Torelli a assisté les trois sous-marins de la classe Calvi lors d'une mission de sauvetage de 254 marins du croiseur auxiliaire allemand Atlantis coulé en décembre 1941.
Le Torelli a coulé deux navires lors de l'opération Neuland. Le Torelli appareille de nouveau de Bordeaux le 2 juin 1942, mais est endommagé à deux reprises par des avions et se réfugie dans les ports espagnols neutres d'Avilés et de Santander, en Cantabrie, avant de revenir à Bordeaux le 15 juillet. Après un important carénage, le Torelli fut de nouveau endommagé en mer par un avion le 16 mars 1943 et retourna à Bordeaux le 3 avril. Le Torelli fut ensuite sélectionné pour être converti en "sous-marin de transport" afin d'échanger des marchandises rares ou irremplaçables avec le Japon. La capacité de chargement de 160 tonnes a réduit la flottabilité de réserve de 20-25% à 3,5-6% ; et l'armement a été réduit à des mitrailleuses défensives. Le Torelli navigue comme sous-marin de transport le 18 juin 1943 et atteint Penang le 27 août 1943.

#### UIT-25
Torelli a été engagé dans la Kriegsmarine allemande sous le nom de UIT-25 lorsque l'Italie a capitulé devant les Alliés en septembre 1943 (Armistice de Cassibile).

#### I-504
Le UIT-25 a été repris par la marine impériale japonaise et est devenu le I-504 lorsque l'Allemagne s'est rendue en mai 1945. Le I-504 a abattu un bombardier B-25 Mitchell alors qu'il était sous pavillon japonais vers la toute fin de la guerre dans le Pacifique, ce qui serait le dernier succès d'un navire de la marine japonaise dans ce conflit. Il a été retrouvé à Kobe lorsque le Japon s'est rendu et a été sabordé par la marine américaine à Kii Suido.

### Alessandro Malaspina
Le Alessandro Malaspina (numéro de fanion MP) a été lancé le 18 février 1940 et achevé le 20 juin 1940. Sa première patrouille a traversé le détroit de Gibraltar le 3 août pour une patrouille dans l'Atlantique. Le Malaspina a coulé un navire avant d'atteindre Bordeaux le 4 septembre. L'amiral Karl Dönitz se rend sur le Malaspina le 30 septembre pour accueillir les marins de la Regia Marina sur la base allemande. Les premières patrouilles BETASOM du 9 octobre au 9 novembre 1940, du 5 janvier au 28 février 1941 sont infructueuses ; mais lors d'une troisième patrouille, le Malaspina endommage le paquebot britannique Lycaon le 3 mai 1941. Le Malaspina coula ensuite deux navires lors de la patrouille suivante. Le Malaspina a quitté Bordeaux le 7 septembre 1941 et aurait été coulé le 10 septembre par un avion Short Sunderland "U" de l'escadron no 10 de la RAAF.

### Maggiore Francesco Baracca
Le Maggiore Francesco Baracca (numéro de fanion BC) a été lancé le 21 avril 1940 et achevé le 10 juillet 1940. Sa première patrouille a traversé le détroit de Gibraltar le 7 septembre pour une patrouille dans l'Atlantique. Le Baracca a coulé un navire avant d'atteindre Bordeaux le 6 octobre. Le Baracca a coulé un autre navire lors de sa première patrouille BETASOM depuis Bordeaux, mais les quatre dernières patrouilles n'ont pas réussi de succès. Lors de la dernière patrouille, le Baracca fut coulé par le HMS Croome le 7 septembre 1941. Trente-deux membres de l'équipage du sous-marin ont survécu au naufrage.